# Scrancia stictica
Scrancia stictica är en fjärilsart som beskrevs av George Francis Hampson 1910. Scrancia stictica ingår i släktet Scrancia och familjen tandspinnare. Inga underarter finns listade.